# 극장판 백수전대 가오레인저: 불의 산, 포효하다
《극장판 백수전대 가오레인저: 불의 산, 포효하다》》(일본어: 劇場版 百獣戦隊ガオレンジャー 火の山、吼える 게키조오반 햐쿠주우센타이 가오렌자 아히노야마, 호에루.[*])는 일본에서 제작된 특촬물 영화이다. 2001년 9월 22일에 개봉되었다.

## 출연작

### 주연
- 시시 카케루/가오 레드 (음성) : 카네코 노보루
- 와시오 가쿠/가오 옐로 (음성) : 호리에 케이
- 사메즈 카이/가오 블루 (음성) : 시바키 타케루
- 우시고메 소우타로/가오 블랙 (음성) : 사카이 카즈요시
- 타이가 사에/가오 화이트 (음성) : 타케우치 미오
- 오오가미 츠쿠마로/가오 실버 (음성) : 타마야마 테츠지
- 테토무 : 카토우 타케미
- 이토 리카 : 사이토 야스에
- 카이토 : 오오사와 미키오
- 듀크 오르그/츠에츠에 : 사이토 레이

## 참고 문헌
- 《도에이 슈퍼 전대 시리즈 35주년 기념 공식 도록 백화 흐드러진다[시모노권] 전대 유령 디자인 대감 1995-2012》 글라이드 미디어, 2012년 10월 16일. ISBN 978-4-8130-2180-3.